# Jack’s Ride
Jack’s Ride (Originaltitel No Táxi do Jack, internationaler englischsprachiger Titel Jack’s Ride) ist ein Film von Susana Nobre, der im Juni 2021 im Rahmen der Internationalen Filmfestspiele Berlin seine Premiere feierte und im November 2021 in die deutschen Kinos kommen sollte.

## Handlung

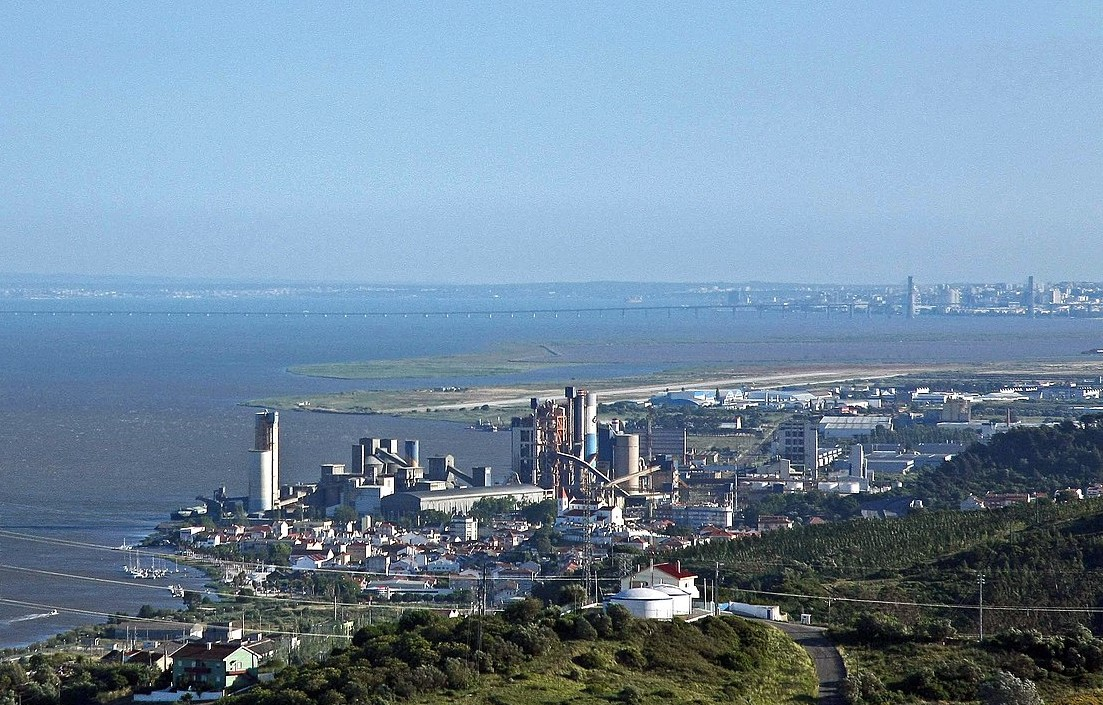
Joaquim Calçada lebt in Alhandra, an der Küste Portugals

Es ist April 2019. Joaquim J. Calçada ist 63 Jahre alt, lebt in der Gemeinde Alhandra in Portugal und kann bald in Rente gehen. Bis es so weit ist, will er Arbeitslosengeld beziehen. Die Dame im Job-Center erkundigt sich, was er denn gelernt und gearbeitet hat, und  Joaquim beginnt zu erzählen.
Ab 1961 sammelte er Erfahrungen als Zimmermann und in der Metallarbeit.  Im Jahr 1972, mit 22 Jahren, immigrierte er in die USA. Er kam mit einem Touristenvisum für 11 Tage und 300 Dollar in der Tasche in das Land. Erst noch hatte er Probleme mit der Sprache und hat alle möglichen Jobs angenommen, die sich ihm boten, angefangen als Reinigungskraft, bis er bei einem Unternehmen anfing, das Autos verschrottet und hier tags und nachts arbeitete. Als er Taxifahrer wurde, arbeitete er nur noch nachts. Später wechselte er zu einem Limousinendienst, für den er so berühmte Menschen wie Jacky Kennedy oder Muhammad Ali chauffierte, die oft ein, zwei, drei Stunden außerhalb von New York wohnten, aber auch Menschen die in der Wall Street tätig waren, auf die er manchmal stundenlang warten mussten, wenn diese gerade an der Börse gewonnen hatten und feierten. Er selbst, so erklärt er, sei nicht in die USA gegangen, um reich zu werden.
Rund 20 Jahre später, Anfang der 1990er Jahre, kehrte Joaquim zurück, nachdem Portugal demokratisch geworden war. Weil er Englisch sprechen konnte, erhielt er einen Job als Sicherheitsmann, bis er zur OGMA F  in Alverca kam und als Flugzeugmechaniker arbeitete. Bereits im Alter von 15 habe er sich für Flugzeuge interessiert und damals schon eifrig Englisch gebüffelt, um die nur auf Englisch erhältlichen Beschreibungen zu verstehen. 
Jetzt, wo er den Job bei OGMA verloren hat, soll er drei Monate lang, bis zur Rente,  nachweisen, dass er sich bei Unternehmen, an die er vom Job-Center vermittelt wurde, auch vorgestellt hat, auch wenn klar ist, dass diese ihn gar nicht anstellen werden. Joaquim kennt das als „Scramble for Stamps“, und so fährt er täglich durch die Gegend, um in seinen Unterlagen Stempel von Unternehmen zu erhalten, als Nachweis, wirklich dort gewesen zu sein. Er besucht bei dieser Tour einen Betrieb, der Paletten recycelt, einen Bauhof, der mit Steinen handelt und verschiedene Werkstätten. Stets zeigt sich Joaquim dabei an Maschinen und allem Technischen interessiert und fühlt sich besonders mit leblosen Dingen wie Fahrzeugen und Schiffen verbunden.

## Produktion
Regie führte die Portugiesin Susana Nobre. Jack’s Ride reiht sich in die Arbeiten der Regisseurin von Reflexionen des Themas Arbeit ein, das bereits Gegenstand von Vida Ativa aus dem Jahr 2013 und ihres Kurzfilms Provas Exorcismos aus dem Jahr 2015 war. Der Film ist eine Mischung aus Fiktion und Dokumentation.
Joaquim Veríssimo spielt in der Titelrolle Joaquim J. Calçada. Weiter finden sich auf der Besetzungsliste Amindo Martins Rato und Maria Carvalho.
Die Weltpremiere erfolgte am 18. Juni 2021 im Rahmen des Open Air stattfindenden Berlinale Summer Special. Ende August, Anfang September 2021 wurde der Film bei IndieLisboa vorgestellt. Ende Oktober 2021 wurde er im Rahmen der Viennale gezeigt. Der Kinostart in Deutschland war am 22. November 2021 geplant. Im März 2022 wurde er beim Luxembourg City Film Festival gezeigt und Ende März, Anfang April 2022 beim Vilnius International Film Festival. Im November 2022 wird er beim Exground Filmfest Wiesbaden vorgestellt.

## Auszeichnungen
Festival international du film de La Roche-sur-Yon 2021
- Nominierung im Nouvelles Vagues Competition (Susana Nobre)[12]

IndieLisboa 2021
- Nominierung im Competição Nacional (nationaler Wettbewerb)[6]

Luxembourg City Film Festival 2022
- Nominierung im Offiziellen Wettbewerb